# Sü-čou
Sü-čou (čínsky pchin-jinem Xúzhōu, znaky 徐州), v minulosti též Pcheng-čcheng (čínsky pchin-jinem Péngchéng, znaky 彭城), je čtvrtá největší městská prefektura čínské provincie Ťiang-su. Je důležitým dopravním centrem s přímým dálničním a železničním spojením s provinciemi Che-nan a Šan-tung, přístavním městem Lien-jün-kang a Šanghají. Je zde železniční stanice na vysokorychlostní trati Peking–Šanghaj.

## Historie
Za dynastií Sia a Šang (cca 2200–1600 př. n. l.) místní obyvatelstvo Číňané nazývali Tung-i (doslova „východní barbaři“) nebo Chuaj-i a opakovaně s nimi bojovali. Celá oblast byla podle řeky Chuaj nazývána Chuaj-jang. V období Jar a podzimů se na místě Sü-čou nalézaly malé rybářské a rolnické vesnice a města, kraj byl ovládán státem Pchi, pak Pcheng, nějakou dobu bylo Sü-čou hlavním městem státu Sü. Později se oblast nalézala na styku hranic států Čchu, Wu a Čchi. V období válčících států se zde prosadil vliv státu Čchu.
Z okresu Pchej, dnes spadajícího pod Sü-čou, pocházel Liou Pang, zakladatel dynastie Chan. V počátcích chanské říše bylo Sü-čou začleněno do vazalského knížectví Čchu, které se roku 154 př. n. l. zúčastnilo neúspěšného povstání osmi knížat. Hrob rebelského knížete Liou Wu byl nedávno objeven nedaleko města.
Po změnách toku Žluté řeky za dynastie Sung, kvůli opakovaným záplavám, odčerpání živin a zasolování půdy, poklesla úrodnost půdy v regionu.
V letech 1948–1949 proběhla v oblasti jedna z nejdůležitějších bitev čínské občanské války, porážka Čankajškových armád v ní otevřela komunistům cestu na Nanking, metropoli protivníka.

## Administrativní členění
Městská prefektura Sü-čou se člení na deset celků okresní úrovně, a sice pět městských obvodů,
dva městské okresy a tři okresy.
| Ku-lou 1 2 Ťia-wang Tchung-šan městský okres · Sin-i městský okres · Pchi-čou okres · Feng okres · Pchej okres · Suej-ning 1. Jün-lung 2. Čchüan-šan |        |                       |                    |                                  |
| Název | Název  | Počet obyvatel (2020) | Rozloha km² (2020) | Hustota zalidnění (obyv. na km²) |
| český přepis | znaky  | Počet obyvatel (2020) | Rozloha km² (2020) | Hustota zalidnění (obyv. na km²) |
| Městské obvody |        |                       |                    |                                  |
| Ku-lou | 鼓楼区 | 806 550               | 223                | 3 623                            |
| Jün-lung | 云龙区 | 471 566               | 120                | 3 930                            |
| Čchüan-šan | 泉山区 | 619 784               | 102                | 6 053                            |
| Ťia-wang | 贾汪区 | 453 555               | 612                | 741                              |
| Tchung-šan | 铜山区 | 1 237 760             | 1 952              | 634                              |
| Městské okresy |        |                       |                    |                                  |
| Sin-i | 新沂市 | 969 922               | 1 573              | 617                              |
| Pchi-čou | 邳州市 | 1 462 563             | 2 086              | 701                              |
| Okresy |        |                       |                    |                                  |
| Feng | 丰县   | 935 200               | 1 447              | 646                              |
| Pchej | 沛县   | 1 038 337             | 1 328              | 782                              |
| Suej-ning | 睢宁县 | 1 088 553             | 1 768              | 616                              |
| |        |                       |                    |                                  |
| Celkem | Celkem | 9 083 790             | 11 211             | 810                              |

## Partnerská města
- Čongup, Jižní Korea
- Handa, Japonsko (1994)
- Kropyvnyckyj, Ukrajina
- Leoben, Rakousko (1994)
- Newark, Spojené státy americké (1993)
- Osasco, Brazílie
- Rjazaň, Rusko (1998)